# Gramatologia
No uso moderno, o termo gramatologia refere-se ao estudo científico de sistemas de escrita e da escrita em si. Este uso foi estabelecido em 1952 pelo linguista Ignace Gelb em seu livro A Study of Writing.   gramatologia pode examinar a tipologia das escritas, a análise das propriedades estruturais dos scripts e a relação entre a linguagem escrita e falada. Em seu sentido mais amplo, alguns estudiosos também incluem o estudo da alfabetização em gramatologia e, de fato, o impacto da escrita na filosofia, religião, ciência, administração e outros aspectos da organização da sociedade. O historiador Bruce Trigger associa gramatologia com evolução cultural.

## Escola de Teoria da Comunicação de Toronto
Os estudiosos mais imediatamente associados à gramatologia, entendida como a história e a teoria da escrita, incluem Eric Havelock (The Muse Learns to Write), Walter J. Ong (Orality and Literacy), Jack Goody (Domestication of the Savage Mind) e Marshall McLuhan (A Galáxia de Gutenberg). A gramatologia leva para qualquer tópico uma consideração da contribuição da tecnologia e do aparato material e social da linguagem. Um tratamento mais teórico da abordagem pode ser visto nos trabalhos de Friedrich Kittler (Discourse Networks: 1800/1900) e Avital Ronell (The Telephone Book).

## Desconstrucionismo
O linguista suíço Ferdinand de Saussure, que é considerado uma figura-chave nas abordagens estruturais da linguagem, viu a fala e a escrita como 'dois sistemas distintos de signos', com o segundo tendo 'o único propósito de representar o primeiro'. uma visão explicada em The Beginning Theory de Peter Barry. Na década de 1960, com os escritos de Roland Barthes e Jacques Derrida, foram feitas críticas a essa relação proposta. A escrita de Barthes foi descrita como sendo tão interessante quanto se pode ver a transição desses dois estilos literários comparando suas obras anteriores com suas obras posteriores. Seu trabalho inicial é metódico e muito estruturado em sua entrega, com seus trabalhos posteriores se tornando aleatórios em sequência e sem foco. Enquanto isso, Jacques Derrida publicou muitos trabalhos sobre o tema da teoria literária, mas a maioria é considerada mais filosófica do que baseada na literatura em si.
Em 1967, Jacques Derrida tomou o termo emprestado, mas deu-lhe um uso diferente, em seu livro Of Grammatology. Derrida pretendia mostrar que a escrita não é simplesmente uma reprodução da fala, mas que a forma como os pensamentos são registrados na escrita afeta fortemente a natureza do conhecimento. A desconstrução a partir de uma perspectiva gramatológica coloca a história da filosofia em geral, e a metafísica em particular, no contexto da escrita como tal. Nessa perspectiva, a metafísica é entendida como uma categoria ou sistema classificatório relativo à invenção da escrita alfabética e sua institucionalização na Escola. A Academia de Platão e o Liceu de Aristóteles são parte da invenção da alfabetização tanto quanto a introdução da vogal para criar o alfabeto grego clássico. Gregory Ulmer retomou essa trajetória, da gramatologia histórica à filosófica, para acrescentar a gramatologia aplicada (Applied Grammatology: Post(e)-Pedagogy from Jacques Derrida to Joseph Beuys, Johns Hopkins, 1985). Ulmer cunhou o termo " eletricidade " para chamar a atenção para o fato de que as tecnologias digitais e sua elaboração nas novas formas midiáticas fazem parte de um aparato que é para essas invenções o que a alfabetização é para as tecnologias alfabéticas e impressas. A gramatologia estuda a invenção de um aparato em todo o espectro de suas manifestações – tecnologia, práticas institucionais e comportamentos identitários. 